# At War with Satan
At War with Satan è il terzo album discografico della band black metal britannica Venom, pubblicato nel 1984. In quest'album la band di Newcastle sperimenta sonorità più complesse rispetto agli album precedenti e le canzoni in generale riscontrano un apporto tecnico maggiore.

## Il disco
L'ispirazione per scrivere un brano della durata di una ventina di minuti che riempisse una intera facciata di un LP, secondo il bassista e cantante dei Venom Cronos, arrivò dall'album 2112 dei Rush. At War with Satan è incentrato su un personaggio di nome Abaddon (che è anche lo pseudonimo di Tony Bray, il batterista dei Venom), il guardiano dei cancelli degli inferi. Cronos iniziò a scrivere, quando era ancora studente, una storia su "come l'Inferno si rivoltasse contro il Paradiso e gettasse Dio negli abissi degli inferi", racconto che poi divenne At War with Satan. Le immagini evocate nella title track e la storia stessa devono molto al Libro della Rivelazione e al poema epico Paradiso perduto di John Milton, filtrati attraverso l'estetica postmoderna da film horror e un gusto per il grottesco.
Con la prima facciata occupata dalla lunga title track, il secondo lato del disco si limita a riproporre brani della durata di non più di tre minuti per i quali la band è maggiormente conosciuta. Il giornalista musicale Malcolm Dome disse che la canzoni come Cry Wolf mostravano quanto fossero progrediti i Venom tecnicamente senza perdere nulla in potenza e spontaneità. Secondo il recensore di AllMusic Eduardo Rivadavia, l'ultima traccia dell'album, Aaaaaarrghh, è "possibilmente la canzone più sciocca, assurda e divertente mai registrata".

### Copertina
La copertina di At War with Satan ricorda un libro con la copertina in pelle. In essa è mostrata una croce rovesciata, il nome della band e il titolo dell'album. Un centinaio di pagine intitolate The Book of Armageddon con l'intera storia di At War with Satan avrebbero dovuto essere pubblicate per accompagnare l'uscita dell'album, ma l'ambizioso progetto non si concretizzò mai. Una prima bozza della copertina prevedeva l'illustrazione di H. R. Giger intitolata Satan I (1977), ma al gruppo non piacque l'idea. L'opera di Giger sarebbe stata usata per la copertina del disco To Mega Therion dei Celtic Frost (1985).

## Tracce
- Tutte le tracce sono composte da Bray/Dunn/Lant.

1. At War with Satan – 20:01
2. Rip Ride – 3:08
3. Genocide – 3:58
4. Cry Wolf – 4:18
5. Stand Up (And Be Counted) – 3:28
6. Women Leather and Hell – 3:19
7. Aaaaargghh – 2:21

### Tracce bonus ristampa 2002 Sanctuary Records
1. At War with Satan (TV Adverts) – 1:04
2. Warhead (12" version) – 3:40
3. Lady Lust (12" version) – 2:48
4. The Seven Gates of Hell (12" version) – 5:28
5. Manitou (12" version) – 4:42
6. Woman (12" version) – 2:56
7. Dead of the Night (12" version) – 4:09
8. Manitou (Abbey Road uncut mix) – 4:49

## Formazione
- Conrad "Cronos" Lant - voce, basso
- Jeffrey "Mantas" Dunn - chitarra
- Tony "Abaddon" Bray - batteria

## Accoglienza
| Recensione                       | Giudizio |
| -------------------------------- | -------- |
| AllMusic                         | [ 5 ]    |
| Collector's Guide to Heavy Metal | [ 10 ]   |
| Piero Scaruffi                   | [ 11 ]   |

Quando At War with Satan uscì sul mercato, i Venom erano giunti a un bivio della loro carriera. I critici pensavano che il terzo album sarebbe stato quello che avrebbe catapultato definitivamente la band tra gli artisti mainstream dell'heavy metal, cosa che invece non avvenne. I Venom sarebbero invece stati eclissati presto da gruppi come Metallica, che due mesi prima la pubblicazione di At War with Satan aprivano i loro concerti durante il "Seven Dates of Hell Tour", Slayer, Anthrax, Megadeth e gli Exodus.
Il disco fu comunque ben accolto dalla stampa musicale. "Prova positivamente che i Venom sono la miglior band heavy metal del mondo", scrisse Neil Jeffries di Melody Maker recensendo l'album. La mini suite che forma la title track, fu particolarmente elogiata dal recensore della rivista Sounds. Proprio quest'ultima traccia divise la critica. Chad Bowar di About.com, scrisse che At War with Satan è allo stesso tempo "molto ambiziosa" e "insopportabilmente pretenziosa", ma così "sopra le righe e drammatica da funzionare in qualche modo" e rendere l'album "una gemma metal sottovalutata". La recensione di Allmusi è invece totalmente negativa affermando: questo "brano concept" risulta essere "un'anomalia mal concepita", in gran parte "spazzatura".
L'ascesa della popolarità del genere metal negli anni ottanta fu parallela alla nascita di autorevoli organizzazioni di conservatori come il Parents Music Resource Center (PMRC). La campagna moralizzatrice contro i testi offensivi delle canzoni rock era stata portata avanti da alcuni gruppi politici di destra negli Stati Uniti, e alla fine ebbe ripercussioni anche in Gran Bretagna. I Venom divennero una delle prime vittime della censura: la catena di negozi di musica HMV Group bloccò le vendite di At War with Satan per paura di azioni legali. Successivamente il PMRC avrebbe incluso la title track del seguente album dei Venom, Possessed, nella sua personale "lista nera", la famigerata The Filthy Fifteen ("Gli Sporchi Quindici").